# 하이퍼트랜스포트
하이퍼트랜스포트(HyperTransport, HT)는 2001년 4월 2일에 도입한 일종의 컴퓨터 버스로, 양방향, 직렬/병렬, 광대역, 낮은 지연시간이 특징이다. 한때 라이트닝 데이터 트랜스포트(Lightning Data Transport, LDT)로 불리기도 했다. 이 표준은 하이퍼트랜스포트 컨소시엄 보관됨 2008-08-22 - 웨이백 머신 에 가입한 업체에게 공개된다.

## 기술 사용 현황[1]
- x86 프로세서 - AMD, 트랜스메타, MIPS 아키텍처, PMC 시에라, 브로드컴, 라자 마이크로일렉트로닉스
- 개인용 컴퓨터 - ATI 테크놀로지스, 엔비디아, 비아, SiS, ULi/ALi, AMD, 애플, HP
- 서버 - HP, 썬 마이크로시스템즈, IBM, IWill, 델, 후지쯔
- 고성능 컴퓨팅 - Newisys, PathScale, CRAY
- 네트워크 - 시스코 시스템즈, PMC, 브로드컴, 화웨이

## 응용

### 프론트 사이드 버스를 대체
하이퍼트랜스포트는 주로 프론트 사이드 버스를 대체할 목적으로 개발되었다. 이를테면 펜티엄은 PCI 버스와 데이터를 바로 주고받을 수 없다. 프론트 사이드 버스는 시스템 확장을 위해 AGP, PCI 등의 다양한 표준 버스용 어댑터로 연결하여야 한다. 여기에는 보통 노스브리지와 사우스브리지라는 컨트롤러가 쓰인다.
이에 반해 하이퍼트랜스포트를 채용한 시스템은 이론적으로 더 빠르고 더 효율적이다. PCI와 하이퍼트랜스포트를 잇는 어댑터 칩 하나만 있으면 하이퍼트랜스포트를 지원하는 마이크로프로세서와 함께 사용할 수 있으며, 또 PCI 카드를 세 대의 프로세서와 함께 사용할 수 있게 한다. 이를테면, 엔비디아 엔포스 칩셋은 하이퍼트랜스포트를 사용하여 사우스 브리지와 노스 브리지를 연결한다.

### 여러 개의 프로세서 연결
이 밖에도 하이퍼트랜스포트는 NUMA 멀티프로세서 시스템과 코어를 상호 연결할 수 있다.

### 라우터 및 스위치 버스 대체
하이퍼트랜스포트는 라우터와 네트워크 스위치의 내부 버스로 이용할 수 있다. 라우터와 스위치는 다중 네트워크 인터페이스이며, 이 포트끼리 데이터를 가능한 빨리 주고받을 필요가 있다. 하이퍼트랜스포트는 이에 필요한 대역폭 이상을 제공한다. 그러나 하이퍼트랜스포트는 네트워크 업계에서는 크게 환영 받지 못했고, 대신 SPI 4.2와 PCI 익스프레스가 주로 사용되었다.

### HTX와 보조 처리 장치 연결
CPU와 보조 처리 장치의 대역 문제에는 기능 추가가 현실적인 걸림돌이다. 하이퍼트랜스포트 인터페이스를 이용하여 확장할 수 있도록 설계한 단자가 도입되었는데 이를 HTX(HyperTransport eXpansion, 하이퍼트랜스포트 확장)로 부른다. 16레인(lane)의 PCI 익스프레스 슬롯과 같은 기계적 단자를 이용하면서, HTX는 플러그인 카드를 개발을 허용하였으며 이로써 CPU와 DMA의 시스템 메모리 직접 접근을 지원할 수 있게 되었다.
현재의 HTX 표준은 PCI-E 표준 보다 더 느린 16 비트, 800 Mhz로 제한을 받는다.

## 속도
| 버전 | 연도   | 대역       | 연결 너비 | 클럭 속도 |
| ---- | ------ | ---------- | --------- | --------- |
| 1.0  | 2001년 | 12.8 GB/초 | 32 비트   | 800 MHz   |
| 1.1  | 2002년 | 12.8 GB/초 | 32 비트   | 800 MHz   |
| 2.0  | 2004년 | 22.4 GB/초 | 32 비트   | 1.4 GHz   |
| 3.0  | 2006년 | 41.6 GB/초 | 32 비트   | 2.6 GHz   |
| 3.1  | 2008년 | 51.2 GB/초 | 32 비트   | 3.2 GHz   |

## 인피니티 패브릭
인피니티 패브릭(Infinity Fabric)은 GPU와 CPU의 상호 연결로서 2016년에 AMD가 발표한 하이퍼트랜스포트의 상위 집합이다. CPU와 GPU 간의 통신을 위해 칩 간 인터커넥트로 사용이 가능하다. 회사는 인피니티 패브릭은 30 GB/초에서 512 GB/초로 규모가 증대되며 2017년 최종 출시된 젠 기반 CPU와 베가 GPU에 사용된다고 언급하였다.

## 같이 보기
- 퀵패스 인터커넥트
- 프론트 사이드 버스
- PCI 익스프레스